# Bacteriocinas
As bacteriocinas são toxinas proteináceas ou peptídicas produzidas por bactérias para inibir o crescimento de estirpes bacterianas, semelhantes ou estreitamente relacionadas. Eles são semelhantes aos fatores de matança de levedura e paramécio e são estruturalmente, funcionalmente e ecologicamente diversos. Aplicações de bacteriocinas estão sendo testadas para avaliar sua aplicação como antibióticos de espectro estreito. 

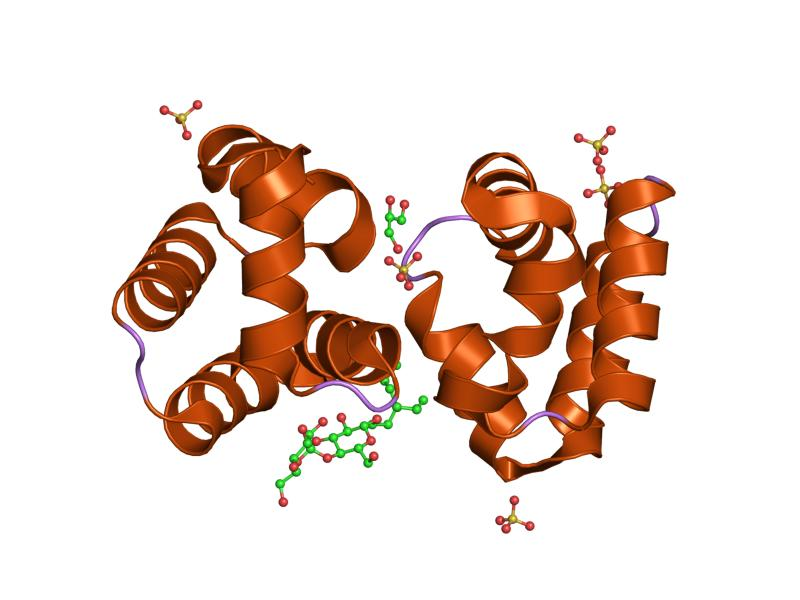

Bacteriocinas foram descobertas pela primeira vez por André Gratia em 1925.  Ele estava envolvido no processo de busca de formas de matar bactérias, o que também resultou no desenvolvimento de antibióticos e na descoberta do bacteriófago , tudo dentro de um intervalo de um poucos anos. Ele chamou sua primeira descoberta de colicina por matar a bactéria E. coli

## Classificação
As bacteriocinas são categorizadas de várias maneiras, incluindo a produção de cepas, mecanismos comuns de resistência e mecanismo de morte. Existem várias grandes categorias de bacteriocinas que são apenas fenomenologicamente relacionadas. Estas incluem as bacteriocinas de bactérias gram-positivas, as colicinas,  os microcins e as bacteriocinas de Archaeas. As bacteriocinas de E. coli são chamadas de colicinas. São as bacteriocinas mais estudadas. Eles são um grupo diverso de bacteriocinas e não incluem todas as bacteriocinas produzidas pela E. coli. De fato, uma das mais antigos conhecidas, chamadas colicinas, foi a colicina V , e é agora conhecido como microcin V . É muito menor e produzido e segregado de uma maneira diferente das clássicas colicinas.
Esse sistema de nomenclatura é problemático por vários motivos. Primeiro, nomear bacteriocinas pelo que elas supostamente matam seria mais preciso se o seu espectro mortal fosse próximo de designações de gênero ou espécie. As bacteriocinas frequentemente possuem espectros que excedem os limites de sua taxinomia e quase nunca matam a maioria das especies para os quais são nomeados para (provavelmente pela coevolução). Além disso, a nomenclatura original é geralmente derivada não da linhagem sensível que a bacteriocina mata, mas sim do organismo que produz a bacteriocina. Isso faz com que o uso desse sistema de nomenclatura seja uma base problemática para a teoria; assim, os sistemas de classificação alternativos.
Bacteriocinas que contêm o aminoácido modificado lantionina como parte de sua estrutura são chamadas de lantibióticos . No entanto, os esforços para reorganizar a nomenclatura da família de produtos naturais sintetizados em ribossomas e peptídeos modificados pós-tradução (RiPP), levaram à diferenciação de lantipeptídeos das bacteriocinas com base em genes biossintéticos. 